# Globe (Arizona)
Globe è una località degli Stati Uniti d'America, capoluogo della contea di Gila, nello Stato dell'Arizona.